# Brahmina jubata
Brahmina jubata är en skalbaggsart som beskrevs av Frey 1969. Brahmina jubata ingår i släktet Brahmina och familjen Melolonthidae. Inga underarter finns listade.